# Inés Arredondo

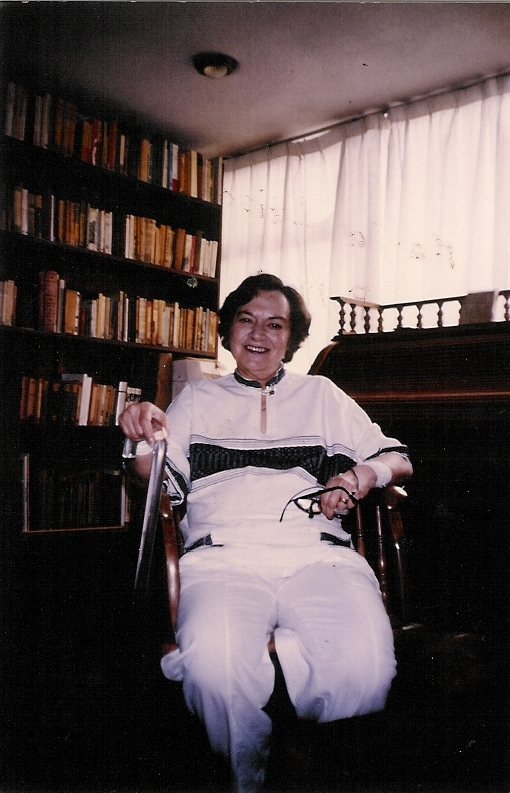
Die mexikanische Schriftstellerin Inés Arredondo (1928–1989) in ihrer Wohnung in Mexiko-Stadt, Mai 1989

Inés Camelo Arredondo (* 20. März 1928 in Culiacán, Sinaloa, Mexiko; † 2. November 1989 in Mexiko-Stadt) war eine mexikanische Schriftstellerin.

## Leben
Inés [Camelo] Arredondo wird am 20. März 1928 in Culiacán, im mexikanischen Bundesstaat Sinaloa, in eine gutbürgerliche Familie hineingeboren, die allerdings später verarmen sollte. Ihr Vater, Mario Camelo Arredondo, war Arzt und bekannt für seine liberale Einstellung; von ihrer Mutter weiß man nicht viel, außer dass sie ihrem Mann neun Kinder gebar, von denen Inés die Älteste war, und dass sie ihre Tochter in ihrem Hang zur Literatur und zu weiterführenden Studien bestärkte.
Die Hacienda ihres Großvaters, auf der sie die wichtigste Zeit ihrer Kindheit verbringt, hieß „Eldorado“ – Inbegriff utopischen Denkens seit der Entdeckung Amerikas. Die wichtigste Gestalt dieses mythischen Universums ist ihr Großvater mütterlicherseits, Francisco Arredondo. Ihm zu Ehren verzichtet sie auch in späteren Zeiten auf den im spanischsprachigen Kulturraum sonst wichtigeren ersten Zunamen, Camelo, und nennt sich nur noch Arredondo. Außerdem wäre „camelo“, das im Spanischen entweder „Liebelei“ oder „Zeitungsente“ bedeutet, negativ besetzt gewesen.
Das Mädchen wurde zunächst in Culiacán auf eine katholische Klosterschule geschickt, die von spanischen Nonnen betrieben wurde, das Colegio Montferrant, welches sie zwischen 1936 und 1944 besuchte. Von 1945 a 1946 absolvierte sie dann das Colegio Aquiles Serdán in Guadalajara. Der eigentliche Zusammenstoß mit den traditionellen Werten ihrer bisherigen Welt erfolgt bei ihrer Entscheidung für ein Studium in der mexikanischen Hauptstadt; damit wird sie, zusammen mit einer Freundin, zur Pionierin der Frauenbildung in ihrem Heimatort: 1947 immatrikuliert sie an der Fakultät für Philosophie und Geisteswissenschaften der UNAM in Mexiko-Stadt.
Der Zusammenprall unterschiedlicher Weltanschauungen kann krasser nicht sein: Das bisher streng katholisch erzogene junge Mädchen gerät in skeptische bis atheistische Kreise ihrer Philosophie-Kommilitonen, beschäftigt sich mit Friedrich Nietzsche und Sören Kierkegaard. Die jähe Erkenntnis, dass „Gott tot ist“, stürzt sie in eine tiefe Krise, verunsichert sie in einem Ausmaß, dass sie konkret an Selbstmord denkt. Auf ärztliche Anordnung entscheidet sie sich dazu, das Fach zu wechseln und ein Literaturstudium zu beginnen, das anscheinend besser auf die Erfordernisse „weiblichen Geistes“ zugeschnitten ist (sie berichtet, dass sie von Professoren und männlichen Studienkollegen als Frau stets diskriminiert worden war).
1948 beginnt sie mit der „Licenciatura“ in Spanischer und Lateinamerikanischer Literatur an der Universidad Nacional Autónoma de México, die sie 1950 mit einer Diplomarbeit über Mexikanisches Theater von 1900 bis 1950 abschließt; von 1950 bis 1951 studiert sie Theaterwissenschaften, und 1953 belegt sie einen Intensivkurs aus Bibliothekswesen.
Während ihres Studiums macht sie vor allem auch die Bekanntschaft mit den Exilierten des Spanischen Bürgerkrieges, die das geistige und kulturelle Klima an der Fakultät und in den informellen Runden im Kaffeehaus bestimmen. Für die junge Inés stellen die spanischen Republikaner ein wichtiges Gegengewicht zu den nationalistischen Unterströmungen in Mexiko dar, die ihr zutiefst zuwider sind. Wenn es ihr gelingt, über den Tellerrand der mexicanidad zu blicken, dann dank dieser Kontakte, durch die sie auch in Berührung mit dem französischen Existentialismus kommt.
Im Alter von 28 Jahren macht sie eine zweite Lebenskrise durch, die auch Auslöser für ihren Drang zu schreiben wird: 1953 hat sie den Schriftsteller Tomás Segovia geheiratet; die Ehe soll eine menschliche Katastrophe werden, doch zunächst überwiegen die gemeinsamen Interessen für die Literatur. Aber nach der Geburt ihrer ersten Tochter Inés wird ihr zweites Kind, José, tot geboren – ein fast unüberwindbares Trauma für die junge Mutter. Um über den Schmerz hinwegzukommen, stürzt sie sich in vermehrte berufliche Aktivitäten. Sie hatte schon zuvor, 1952 bis 1955, an der Mexikanischen Nationalbibliothek gearbeitet. Nun übernimmt sie einen Lehrstuhl an der Theaterakademie und intensiviert ihre Übersetzerinnentätigkeit. Dabei „passiert“ ihr, wie von ungefähr, als wäre sie von der Übersetzung gewissermaßen angesteckt worden, ihre erste eigene Erzählung, „El membrillo“ (Die Quitte). Etwa zur selben Zeit wirkt sie auch an der Erstellung des von der UNESCO herausgegebenen Diccionario de Literatura Latinoamericana mit. Von 1959 bis 1961 ist sie als Redakteurin des Diccionario de Historia y Biografías Mexicanas tätig und arbeitet daneben als kommerzielle Autorin für Radio und Fernsehen (1961).
In all dieser Zeit – kaum unterbrochen durch die Geburt zweier weiterer Kinder (Ana und Francisco) – agiert sie, nebenbei und ohne dass ihre Arbeit namentlich erwähnt würde, als Mitarbeiterin in der hauptsächlich von ihrem Mann Tomás Segovia gestalteten Zeitschrift Revista Mexicana de Literatura – ein typisches Frauenschicksal nach dem Motto „Hinter jedem bedeutenden Mann steht eine Frau“. Segovia macht zwar sicherlich seinen Einfluss in der Zeitschrift dahingehend geltend, dass er immer wieder Erzählungen Arredondos in ihr abdrucken lässt, doch gleichzeitig entwickelt er paradoxerweise eine Art beruflicher Eifersucht, als spürte er, dass ihm seine Frau (die 1961/62 ein Stipendium des angesehenen Centro Mexicano de Escritores für die Gattung „Erzählung“ und 1962 ein Stipendium der Fairfield Foundation in New York City bekommen hat) als Autorin über den Kopf wachsen könnte.
Um die wachsenden Eheschwierigkeiten in den Griff zu bekommen, beschließen die beiden einen Tapetenwechsel: Sie ziehen nach Montevideo (Uruguay), wo Inés Arredondo in der Asociación Latinoamericana de Libre Comercio (ALALC) arbeitet. Doch dort kommt es schließlich 1962 zur endgültigen Trennung. Nach ihrer Rückkehr nach Mexiko und der schließlich erfolgten Scheidung (1965) ereilt Arredondo das typische Schicksal einer alleinerziehenden Mutter mit drei kleinen Kindern: Um für ihre Familie zu sorgen, nimmt sie einen Job nach dem anderen an, reibt sich auf zwischen Unterricht, Übersetzungstätigkeit und Journalismus – für das eigene Schreiben bleibt wenig Zeit. Unter anderem übt sie folgende Funktionen aus: Redaktionsmitglied der Revista Mexicana de Literatura bis zu deren Einstellung 1965, Dozentin an der UNAM (1965–1968), Kritikerin in der Kulturbeilage der Zeitschrift Siempre! (1965 bis 1967), Mitarbeiterin bei Radio Universidad UNAM, 1965 bis 1970, Dozentin an der Theaterschule des Instituto Nacional de Bellas Artes (INBA), 1965 und 1967, Drehbuchautorin, Dozentin für Theatergeschichte an der Universidad Iberoamericana, 1970, Forscherin am Centro de Estudios de Historia de México (CONDUMEX) 1966 bis 1973.
Außerdem veröffentlicht sie nun, 1965, ihren ersten eigenen Erzählband La Señal (Das Zeichen); fast hat es den Anschein, als hätte es erst der Trennung vom übermächtigen Schatten ihres ersten Mannes bedurft, um sich literarisch auf eigene Beine zu stellen. Auch in Zukunft sollen die relativ kurzen Prosatexte ihr Markenzeichen bleiben, was auch auf ihre prekären Lebens- und Arbeitsbedingungen zurückzuführen sein dürfte; einzig und allein Opus 123 erscheint als etwas längere, selbständige Novelle.
Dieses gigantische Arbeitspensum, zusammen mit den psychischen Problemen nach der Scheidung, beginnt sich auch negativ auf ihre Gesundheit auszuwirken: Sie wird fünf Mal an der Wirbelsäule operiert und muss dennoch den Rest ihres Lebens im Rollstuhl verbringen. 1972 heiratet sie ihren behandelnden Arzt, den Chirurgen Carlos Ruiz Sánchez. Diese zweite Ehe sollte ihr zwar eine gewisse finanzielle Sicherheit bringen, doch die psychische Depression wird allmählich chronisch und immer mehr ist auch die Rede von einem Alkoholproblem.
Trotz allem nimmt Arredondo noch einmal ihr Literaturstudium auf und schreibt 1973 eine Magisterarbeit über den mexikanischen Essayisten und Lyriker Jorge Cuesta, der sie durch seine Rätselhaftigkeit und Widersprüchlichkeit fasziniert. Viele Jahre später, 1980, soll sie sich auch dazu aufraffen, ihre Abschlussprüfung abzulegen, die sie mit Auszeichnung besteht. Doch dazwischen herrscht praktisch Funkstille bis zur Veröffentlichung ihres zweiten Buches, Río subterráneo (Unterirdischer Fluss) 1979. Er wird von der Kritik enthusiastisch begrüßt und mit dem renommiertesten Literaturpreis ausgezeichnet, den Mexiko zu vergeben hat, dem Premio Xavier Villaurrutia, den schon zuvor Juan Rulfo und Octavio Paz bekommen haben. Damit wird auch die internationale Aufmerksamkeit auf sie gelenkt: 1979 wird sie eingeladen, drei ihrer Erzählungen für die Library of Congress in Washington, D. C. auf Band zu sprechen, und auch die UNAM gibt 1980 eine Schallplatte in der Serie Voz Viva de México heraus. Übersetzungen in verschiedene Sprachen und Ehrungen diverser Organisationen folgen auf dem Fuße. 1983 bringt der Verlag Oasis ihre Novelle Opus 123 heraus, ein Jahr später erscheint ihr Jugendbuch Historia Verdadera de una Princesa als Gemeinschaftsproduktion von CIDCLI und SEP, und 1988 ihr dritter und letzter Erzählband Los espejos. Im selben Jahr erscheinen schließlich die Gesammelten Werke, Obras completas; beim Verlag Siglo XXI.
Rund um ihren sechzigsten Geburtstag häufen sich die akademischen Auszeichnungen und Bekundungen öffentlicher Anerkennung, von denen dem Ehrendoktorat, das ihr die Universidad Autónoma de Sinaloa am 27. Mai 1988 verleiht, sicherlich das größte Gewicht zukommt. Der Fernsehsender „Canal 11“ widmet ihr ein langes Interview, und im November 1988 wird ihr zu Ehren ein eigenes Festival in ihrer Heimatstadt Culiacán veranstaltet.
Die letzten Lebensjahre verbringt Inés Arredondo großteils im Krankenbett; am 2. November 1989 stirbt sie in ihrer Wohnung in Mexiko-Stadt.

## Preise und Auszeichnungen
- Premio „Xavier Villaurrutia“ 1979 für Río Subterráneo
- Ehrenmedaille „Bernardo de Balbuena“, 1986
- Ehrendoktorat der Universität von Sinaloa 1988

## Werk
Inés Arredondo ist als eine der wichtigsten Autorinnen Mexikos in der Gattung Erzählung und Kurzgeschichte anzusehen. Fast immer stehen problematische Frauenfiguren im Mittelpunkt ihrer Geschichten, und auch die Erzählperspektive ist meist eine weibliche. Diese Fokussierung auf Probleme der Frau und – noch spezifischer – die einer von der heterosexuellen Paarbeziehung enttäuschten, ja zerstörten Frau macht sie streckenweise zur Feministin wider Willen, obwohl sie selbst sich nie als solche verstanden hat. Dazu kommt noch, dass sich Arredondo in ihren Texten auch auf das Gebiet der sexuellen Beziehungen vorwagt, vor allem in ihren abgründigen, perversen oder makabren Spielarten, was zur Zeit ihrer ersten Veröffentlichungen, in den späten 1950er- und frühen 1960er-Jahren, für mexikanische Autorinnen immer noch ein Tabu darstellte. Inzest, Prostitution, Sadismus, Masochismus, Sex im Alter und andere von der Gesellschaft offiziell nicht gutgeheißene „verbotene Begierden“ sind Themen, die in ihren Erzählungen ständig wiederkehren. Genau besehen, bedeutet der Einbruch unkontrollierbarer sexueller Impulse in eine stabile Ordnung (meist die der Familie) natürlich eine Überschreitung herrschender Gesetze; insofern liegt Arredondos Erzählungen vom latenten Inhalt her auch eine subversive Strömung zugrunde, die sich aber nie in expliziter Sozialkritik manifestieren wird. Im Gegenteil: sie hat zeit ihres Lebens jegliche Verknüpfung von Literatur und Moral bzw. Literatur und Politik vehement abgelehnt. Diese Haltung wird ihr auch von Vertretern der engagierten Literatur wiederholt zum Vorwurf gemacht. Ihren Erzählungen und Kurzgeschichten liegt hingegen eine fast mystisch zu nennende Suche nach dem Heiligen, Transzendenten zugrunde, eine Komponente, die für das Verständnis des Werkes von Inés Arredondo besonders wichtig ist. Es geht ihr um die Begegnung mit dem Absoluten, das an sich wertfrei ist und sowohl extrem positiv wie auch extrem negativ sein kann. Inés Arredondo versteht sich selbst also nicht als simple „Geschichtenerzählerin“, sondern als „Seherin“, als Mittlerin einer metaphysischen „Botschaft“, die ihr auf geheimnisvolle Weise von den Musen oder Göttern eingegeben wird. Sehr häufig steht „la señal“ (das Zeichen), die Auszeichnung oder Stigmatisierung, die ihren Figuren in den Erzählungen widerfährt, in Zusammenhang mit körperlicher „Berührung“ im weitesten Sinne: Ist es in „Mariana“ der Blick, der die Tiefen des Jenseits auslotet, so fungiert in der Titelgeschichte „La señal“ der Kuss als solche Initialzündung für eine Begegnung mit dem Mystischen. So ist bei ihr stets das Geistige mit dem Physischen, ja Physiologischen verbunden; Arredondos erotische Literatur ist letztlich spirituelle Sinnsuche, Erkenntnisinstrument, Teil eines initiatorischen Ritus. Diese Wahrheit ist letztlich im Bereich des Unsagbaren angesiedelt, an der Scheidelinie zwischen Begierde und Zügelung, Reinheit und Verderbtheit, Schuld und Verhängnis, was sie vielfach in die Nähe nicht nur der antiken Tragödie, sondern auch des Existentialismus bringt. Ein „happy end“ ist daher in den Erzählungen der Mexikanerin undenkbar; die Fatalität des Zusammenpralls von Wunsch und Notwendigkeit, Lust- und Realitätsprinzip, Individualität und Kollektivität, Aufbegehren und Unterordnung, führt stets zum Scheitern ihrer Zentralfiguren.
Literaturgeschichtlich ist Arredondo in die mexikanische „Generación de medio siglo“ (Generation der Jahrhundertmitte) einzuordnen.

### Erzählbände
- Los Espejos. México: Joaquín Mortiz/Planeta 1988 (= Serie del Volador).
- Río subterráneo. México: Joaquín Mortiz 1979 (= Col. Nueva Narrativa Hispánica).
- La señal. México: Era 1965 (= Colección Alacena).

### Novelle
- Opus 123. México: Oasis 1983 (= Los Libros del Fakir, 23).

### Essay
- Acercamiento a Jorge Cuesta. México: SEP/Diana 1982 (= SepSetentas, 317).

### Kinderliteratur
- Historia Verdadera de una Princesa. Cuento para niños. México: CIDCLI/Secretaría de Educación Pública 1984 (= Reloj de Cuentos).

### Gesamtausgabe
- Obras completas. México: Siglo XXI/DICOFUR 1988.

### Deutsche Übersetzungen
- „Die Sunemiterin“, übersetzt von Barbara Kinter, in: Alcántara, Marco (Hg.): Frauen in Lateinamerika 2. Erzählungen und Berichte. München: Deutscher Taschenbuch Verlag, 1983, S. 80–91 (= dtv, 10522).
- „Sommer“, übersetzt von Erna Pfeiffer, in: Pfeiffer, Erna (Hg.): AMORica Latina – Mein Kontinent, mein Körper. Erotische Texte lateinamerikanischer Autorinnen, Wien: Wiener Frauenverlag, 1991, S. 55–64.

### Englische Übersetzungen
- The Underground River and Other Stories. Trans. Cynthia Steele. Lincoln/London: University of Nebraska Press, 1996.